# Olga Guillot

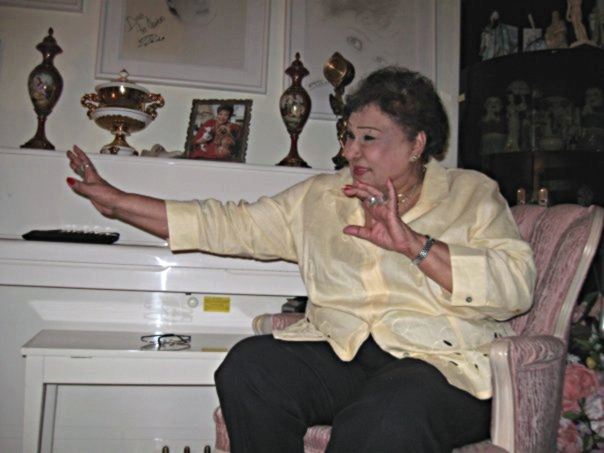
Olga Guillot

Olga Guillot (* 9. Oktober 1922 in Santiago de Cuba; † 12. Juli 2010 in Miami Beach) war eine kubanische Sängerin.

## Leben
Olga Guillot trat im Alter von neun Jahren erstmals öffentlich auf und war wenig später mit ihrer Schwester Ana Luísa als Duo Hermanitas Guillot erfolgreich in der Rundfunksendung La Corte Suprema del Arte. 1943 hatte sie einen Auftritt mit der französischen Chansonsängerin Edith Piaf. Als Mitglied von Isolina Carrillos Vokalquartett Siboney nahm sie Mitte der 1940er Jahre eine Coverversion von Stormy Weather auf.
Sie trat dann als Solistin u. a. im Club Zombie und in Rundfunksendungen auf und hatte mit Chamaco Domínguez’ Titel Miénteme 1954 einen Erfolg, der zu Auftritten in Mexiko und Konzerttourneen durch Lateinamerika, Asien, Afrika und Europa führte. Sie wurde in Kuba mehrfach als beste Sängerin ausgezeichnet, verließ aber, nachdem sich nach der Kubanischen Revolution ihre Auftrittsmöglichkeiten durch die Schließung von Casinos und Nachtclubs stark reduziert hatten und nach kritischen Äußerungen über Fidel Castro 1961 das Land.
Guillot ließ sich in Mexiko nieder und wirkte an mehr als zwanzig mexikanischen Filmen mit. 1964 gab sie als erste lateinamerikanische Sängerin ein Galakonzert in der Carnegie Hall. In ihren späteren Jahren lebte sie überwiegend in Miami Beach. 2007 wurde sie mit dem Lifetime Achievement Award das Latin Grammy geehrt. Noch in ihrem Todesjahr trat sie in einem von Gloria Estefan veranstalteten Galakonzert zu Gunsten der Damen in Weiß auf.